# Commodore 64 Games System

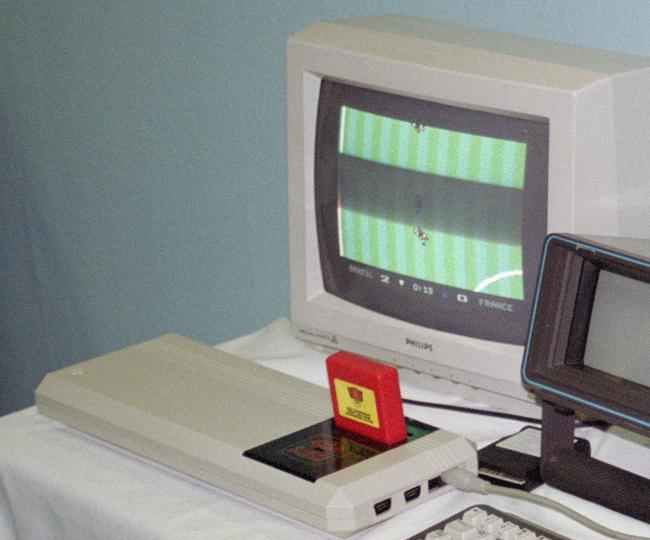
Commodore 64 Game System

Commodore 64 Games System (förkortas C64GS) var ett försök av Commodore att med utgångspunkt från den populära hemdatorn Commodore 64 (C64) tillverka en förenklad och billigare variant som till viss del liknade ett traditionellt tv-spel. C64GS släpptes 1990 och fanns endast tillgänglig i Europa. Försäljningen av enheten gick mycket dåligt av flera anledningar. Bland annat hade Nintendo och Sega redan stora marknadsandelar. Commodore 64 bygger dessutom på en design som utvecklades 1982 och som betraktades som föråldrad vid lanseringen av C64GS.[källa behövs]
Eftersom maskinen bygger på en Commodore 64 är den en 8-bitars-maskin med samma typ av ljud- och grafikchip. Vid konstruktionen tog man bort tangentbordet och flyttade istället upp spelkassett-porten på ovansidan, vilket gav maskinen ett något annorlunda utseende. Dessutom togs vissa mikrochip och komponenter som inte användes bort och man satte plast framför expansionsportarna som finns på moderkortet, vilket förhindrade möjligheten att ansluta bandstation, diskettenhet och liknande kringutrustning.
Detta gjorde i sin tur maskinen ganska begränsad eftersom man inte fick tillgång till de tusentals mjukvarutitlar som redan fanns på kassett och diskett och likaledes blev det omöjligt att köra sådana spel som använde tangentbord, till exempel olika simulatorer och äventyrsspel.
En nyhet var att den joystick som levererades med maskinen hade två fire-knappar. Detta löste man genom att joysticken hade två kontakter där den ena pluggades in i joystick port 1 och den andra i port 2. C64:an hade egenskapen att signaler på joystick port 1 kolliderar med signaler från tangentbordet. Detta medförde att alla fyra riktningar, liksom fire, motsvarade en tangentnedtryckning. Just fire motsvarades av mellanslag och på så sätt kunde man göra spel som hade två olika avtryckare, samtidigt som de fungerade på en vanlig C64.
Det faktum att C64GS faktiskt var en vanlig C64 under skalet var det främsta skälet till att inte köpa en C64GS. Man kunde lika gärna köpa en vanlig C64 och samtidigt få tillgång till de titlar som togs fram till C64GS.
I samma veva fick dock utgivningen av spel på spelkassett en nytändning och flera tillverkare började släppa spel på spelkassett där olika minnesbanker kunde användas. Genom att växla dessa minnesbanker in och ut kunde man gå förbi den begränsning på 8 KiB som normalt sett låg på spelkassettspel. Denna begränsning kan jämföras med den begränsning på ca 48 KiB som fanns för spel på kassett och diskett; en begränsning som även den gick att gå förbi, ända upp till 64 KiB, genom att ladda i segment.
C64GS-projektet floppade ganska snabbt och Commodore använde sina osålda lager i produktionen av vanliga C64, det vill säga moderkortet togs från en C64GS och stoppades in i ett C64-chassi.
Konsolen levererades med en spelkassett som innehöll fyra spel: Fiendish Freddy's Big Top O'Fun, International Soccer, Flimbo's Quest och Klax. Detta var ytterligare ett misstag då International Soccer var ett av de första spel som släpptes till C64. Det var ett bra spel när det släpptes men ansågs vid leverans av C64GS föråldrat.[källa behövs]